# 威廉·巴加

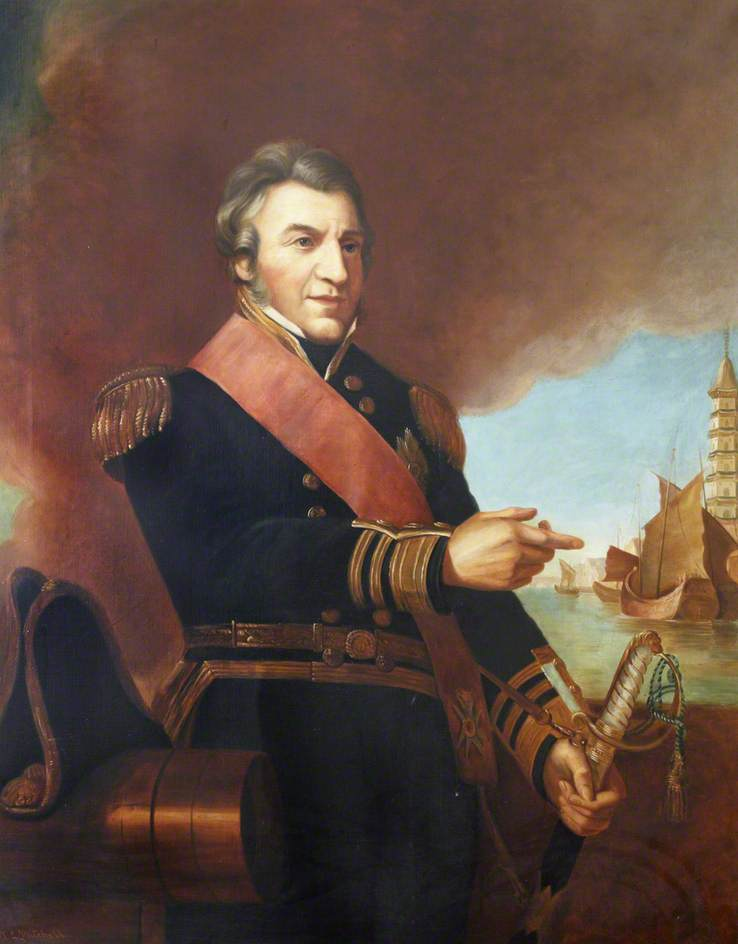
英国海军元帅威廉·巴加

威廉·巴加，第一代莎恩斯通從男爵，KCB，Bt（1781年—1866年），英国海军元帅，从男爵。曾在拿破崙戰爭期間對法國作戰，後來在鸦片战争时期擔任侵华英军海军司令。
生于英格兰斯塔福德郡的村庄奥明顿（Almington）。其父是英国衡平法院首席法官托马斯·巴加的次子乔治·巴加（George Parker）。第一代圣文森特伯爵约翰·杰维斯是他的外甥兼女婿。英国历史上在他之前还有一位同名的海军上将，但二人并无关系。

## 生平
1793年2月，威廉·巴加加入英国海军，在俄里翁号战舰上服务，身份是船长约翰·托马斯·达克沃斯（John Thomas Duckworth）的仆从。俄里翁号当时属于豪勋爵（Lord Howe）指挥下的海峡舰队，参加过“光荣的六月一日”海战。后来达克沃斯被调到利维坦号，进驻西印度，巴加也跟随前往，并被达克沃斯任命为护卫舰马格西尼（Magicienne）号上的代理中尉。1798年5月，他被派往海德·巴加（Hyde Parker）的旗舰女王号，后于次年5月1日担任窝拉疑号的代理船长，在墨西哥湾和古巴沿岸进行了几个月的巡航。
1800年巴加返回英格兰，并参与封锁布雷斯特港近一年。1801年10月他晋升为上校，11月就任纳尔逊所属舰队中亚马逊号战舰的指挥官，此后担任该职位将近11年。后一度随舰队前往西印度，特拉法加海战时亚马逊号在西方巡航，未能赶来参战。后来亚马逊号划归约翰·博莱斯·瓦伦（John Borlase Warren）的分舰队，在1806年3月13日的行动中配合其他部队俘获了法舰马伦戈（Marengo）号和贝莉·博尔（Belle Poule）号。此后一直到1812年1月退役之前，亚马逊号大多数时候都在巴加的指挥下，活动于西班牙、葡萄牙沿岸。
离开亚马逊号的巴加买下了利奇菲尔德（Lichfield）附近的申斯通小屋（Shenstone Lodge），居住了将近15年。然而在1827年，他重返大海，成为战舰厌战号（HMS Warspite）的船长，还在1828年担任希腊外海上的高级长官，当年12月就任皇家游艇的船长。1830年7月22日晋升为海军少将，1831年4月就任海峡舰队的副司令，居于爱德华·科德林顿（Edward Codrington）之下。9月，他乘坐亚洲号战舰，率一支独立分舰队前往塔霍河，以在葡萄牙内战中保护英国的权益。回国后巴加在海军部任职，1841年，他离开海军部，前往东印度&中国舰队（East Indies and China Station）上任。8月10日，巴加抵达香港就任英军舰队司令，同年11月晋升为海军中将，他率英军先后攻占厦门、宁波、吴淞、上海和镇江，于1842年7月21日切断大运河航道。

## 晚年
1841年巴加获得从男爵爵位，1843年被授予巴斯勋章，1844年获得优秀服役退休金（good-service pension），1845年成为地中海舰队司令。因为他熟悉葡萄牙国情，又于1846年5月兼任海峡舰队司令。他在1846年7月曾短暂担任第一海务大臣，但一星期后就因健康恶化而离职。
1852年他晋升为海军上将并返回国内，后于1854-1857年间任普利茅斯舰队司令（Commander-in-Chief, Plymouth），此后仍留在现役中，担任顾问。1863年晋升为海军元帅。1866年11月13日死于支气管炎并发症，葬于邻近于他在申斯通的住宅的教堂墓地，在利奇菲尔德大教堂中有一块他的纪念碑。

## 家庭
1810年巴加与法兰西斯·安妮·比达尔芙（Frances Anne Biddulph）结婚，育有二子六女。

### 書籍
- The British Admirals of the Fleet 1734 - 1995, Heathcote T. A., Pen & Sword Ltd, 2002, ISBN 0 85052 835 6